# 니컬러스 스톨러
니컬러스 스톨러(Nicholas Stoller, 1976년 3월 19일 ~ )는 미국의 영국계 각본가이자 영화 감독이다. 그는 주로 2008년의 코미디 영화 《포겟팅 사라 마셜》과 2010년에 개봉한 그 영화의 후속격이자 스핀오프 영화인 《컴 백 록스타》의 감독을 맡은 것으로 잘 알려져있다.

## 삶과 생애
스톨러는 잉글랜드 런던에서 태어났고 그의 형제인 맷 스톨러와 함께 미국 플로리다 주의 마이애미에서 자랐다. 그의 어머니인 필리스(Phyllis)는 투어 여행 전문업자이고, 그의 아버지 에릭 C. 스톨러는 은행 주역이다. 스톨러는 뉴햄프셔주에 있는 기숙 학교 세인트 폴 고등학교에 진학한다. 그는 하버드 대학교에 진학했고, 학부생 시절에 학교내에 있는 코미디 출판물인 하버드 램푼을 위해 글을 썼고, 즉흥 코미디 극단인 The Immediate Gratification Players에서 연기를 하기도 했다.
2000년부터 2001년까지, 스톨러는 저드 애퍼토의 단기 TV 드라마 시리즈 《언디클레어드》 각본을 썼고, 이후에 2005년의 코미디 영화 《뻔뻔한 딕 & 제인》에서 다시 애퍼토와 함께 공동 각본을 썼다. 스톨러의 감독으로서의 데뷔 작품인 2008년 영화 《포겟팅 사라 마셜》은 제이슨 시걸, 밀라 쿠니스, 조나 힐, 크리스틴 벨, 빌 헤이더, 러셀 브랜드가 출연한 로맨틱 코메디 영화이다. 그 영화는 애퍼토 프로덕션이 제작하였고 2008년 4월 18일에 유니버셜 사가 배급하였다.
2007년, 그는 신참 교사가 한때 자신이 다녔던 기숙 학교에 일자리를 갖게 된 것에 대한 단일 카메라 코미디 영화를 쓰기도 하였다. 그는 리처드 D. 재넉과 데이비드 헤이먼이 감독을 맡고 짐 케리가 주연을 맡은 영화 《예스 맨》의 각본을 썼다. 스톨러는 유니버셜 사와 애퍼토 프로덕션의 《컴 백 록스타》를 위해 차기 각본과 감독을 맡았다. 그 영화는 스톨러와 애퍼토 그리고 《포겟팅 사라 마셜》의 공동 주연인 조나 힐과 러셀 브랜드가 다시 팀업을 이뤘다. 그 영화는 2010년 5월 25일에 시연회를 하였고 같은 해 6월 4일에 극장에서 개봉하였다.
2008년, 스톨러와 시걸은 《머펫 대소동》의 공동 각본을 썼다. 그 영화는 월트 디즈니 픽처스가 제작하였고 2011년 11월 3일에 개봉하였다. 영화의 흥행 성공 이후, 스톨러와 영화의 감독인 제임스 바빈은 그 영화의 세미시퀼 격인 《머펫 모스트 원티드》 각본을 썼다.
스톨러는 또한 제이슨 시걸이 공동 각본가이자 주연 배우로 출연한 《5년째 약혼중》의 감독을 맡았다. 애퍼토 프로덕션은 기복을 가지며 5년째 약혼중이던 커플에 대한 그 영화의 제작을 하였다. 2014년, 스톨러는 《나쁜 이웃들》의 감독을 맡았고 《섹스 테이프》의 공동 각본을 맡았다.
스톨러는 2001년에 하버드 대학생들을 위한 극작 연수회에서 프란체스카 델바노(각본가 니컬러스 델바노의 딸이자 첼리스트 버나드 그린하우스의 손녀)를 만났다. 그들은 2005년 9월에 유대식 결혼식을 올렸다. 그들은 두 딸을 두고 있다.

## 연출 작품

### 영화
| 연도 | 장편 영화            | 영화                 | 비고                |  |
| ---- | -------------------- | -------------------- | ------------------- |  |
| 2017 | 캡틴 언더팬츠        | 각본가               | In-production       |  |
| 2016 | 나쁜 이웃들 2        | 각본가               | 감독, 각본가        |  |
| 2016 | 아기배달부 스토크    | 감독, 각본가, 제작자 |                     |  |
| 2016 | 쥬랜더 리턴즈        | 각본가               |                     |  |
| 2014 | 섹스 테이프          | 각본가               |                     |  |
| 2014 | 머펫 모스트 원티드   | 각본가               |                     |  |
| 2014 | 나쁜 이웃들          | 감독                 |                     |  |
| 2012 | 5년째 약혼중         | 감독, 각본가, 제작자 |                     |  |
| 2011 | 머펫 대소동          | 각본가, 실행 제작자  |                     |  |
| 2010 | 걸리버 여행기        | 각본가               |                     |  |
| 2010 | 컴 백 록스타         | 감독, 각본가         |                     |  |
| 2008 | 예스 맨              | 각본가               |                     |  |
| 2008 | 포겟팅 사라 마셜     | 감독                 |                     |  |
| 2007 | 블레이즈 오브 글로리 | 사운드트랙           | 곡: Blades of Glory |  |
| 2005 | 뻔뻔한 딕 & 제인     | 각본가               |                     |  |

### TV
| 연도      | TV 시리즈              | 역할                  | 비고                               |
| --------- | ---------------------- | --------------------- | ---------------------------------- |
| 2001–2002 | 언디클레어드           | 각본가, 줄거리 편집자 | 다양한 에피소드들                  |
| 2000      | 스트레인저스 위드 캔디 | 각본가                | #2.10: A Price Too High for Riches |